# TT73
La tombe thébaine TT 73 est située à Cheikh Abd el-Gournah, dans la nécropole thébaine, sur la rive ouest du Nil, face à Louxor en Égypte.
C'est la sépulture d'un nommé Amenhotep, Intendant en chef durant le règne d'Hatchepsout (XVIIIe dynastie).